# Navacepeda de Tormes
Navacepeda de Tormes és la capital del municipi de San Juan de Gredos (Àvila, Espanya). Es troba a la serra de Gredos.
Des del 1975 forma part de l'Ajuntament de San Juan de Gredos al costat de la Herguijuela i San Bartolomé de Tormes. .